# When I Was Older
«When I Was Older» —en español: «Cuando era mayor»— es una canción de la cantante estadounidense Billie Eilish. Se lanzó el 9 de enero de 2019 como sencillo inspirado en la película Roma. La canción se agregó más tarde en la edición japonesa del álbum debut de Eilish, When We All Fall Asleep, Where Do We Go? (2019).

## Antecedentes y lanzamiento
«When I Was Older» está inspirada en la película de 2018 del director Alfonso Cuarón, Roma. La canción se anunció el 7 de enero de 2019 a través del Instagram de Billie Eilish. La canción fue incluida en la versión japonesa del álbum debut de Eilish When We All Fall Asleep, Where Do We Go?.

## Composición
Eilish declaró en una entrevista para Billboard : "Cuando estábamos componiendo la canción, queríamos escribir desde dentro de la narrativa de la película y las escenas que más llamaron la atención. Tener acceso a los sonidos utilizados en la película resultó ser invaluable para ayudarnos a transmitir esto". Luego, explicó que los sonidos presentes en la película hacen una conexión con los sonidos presentes en la canción. "Las líneas como 'los recuerdos arden como un incendio forestal' están acompañados por árboles que queman [...] el coro, hace que los sonidos del océano se superpongan. También pudimos escuchar sonidos como los gritos de protesta de los estudiantes y los ladridos de Borras y luego girar en elementos de percusión rítmica [...] Nada de esta canción existiría sin la película, que es exactamente lo que nos encanta".

## Posicionamiento en listas
| Listas (2019)                                             | Mejor posición |
| --------------------------------------------------------- | -------------- |
| Estados Unidos Alternative Digital Song Sales (Billboard) | 11             |